# Barca di Gazzolo
Barca di Gazzolo (detta anche Case di Barca o Cà di Barca) è una località del comune di Borzonasca, nella città metropolitana di Genova, a 700 metri sul livello del mare.
È situato sulle pendici del monte Bregaceto, in una valle minore dell'alta valle Sturla (la val Mogliana), in posizione panoramica con vista sul monte Ramaceto, il passo della Forcella, l'abitato di Acero ed a meridione il mar Ligure fino alla Corsica nelle giornate più nitide.
Il borgo è costituito dagli abitati di Villa Ceci, Gratture e La Cà ed è circondato dalle caratteristiche "fasce", porzioni di terreno strappate alla montagna costituite da parapetti formati da muri a secco e coltivate ad ortaggi; sono presenti noccioleti, ormai inselvatichiti, e piante da frutto, oltre a vasti boschi castagno, che per tanti anni hanno contribuito a sfamare le popolazioni locali ("civiltà della castagna"). A partire dagli anni sessanta e settanta del Novecento ha visto, infatti, un vero e proprio spopolamento degli abitanti e un abbandono del territorio così come in vicine località.
Le località vicine sono Gazzolo, Sòria, Devoti, Bocca Moa, Temossi (al quale si arriva con una passeggiata attraverso i boschi di Carsuanne, La Giaia e Mesciarou). Barca di Gazzolo è situato sulla strada che conduce ai laghi di Giacopiane.